# 공기압축기

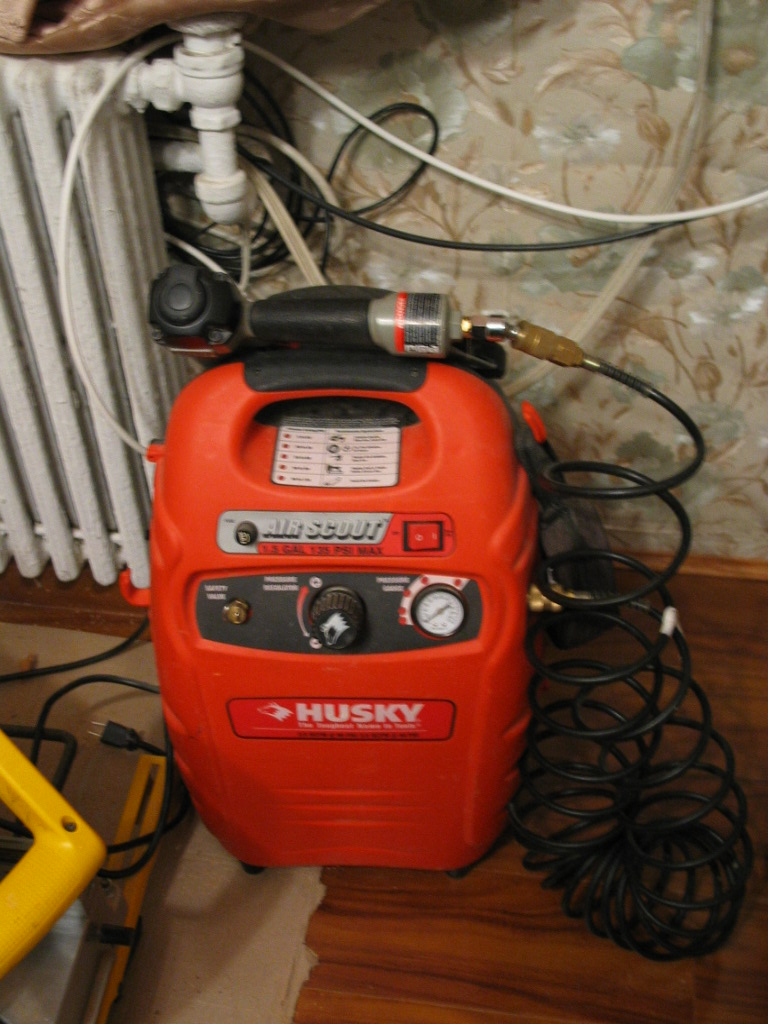

공기압축기 또는 에어 컴프레서(air compressor)는 압착된 기체에 저장된 위치 에너지로 힘을 변환하는 공기역학적 기기이다. 공기압축기는 펌프와는 구별하는데, 공기압축기는 기체만을 대상으로 동작하는 반면 펌프는 유체에서도 동작한다는 점에서 차이가 있다.

## 같이 보기
- 압축기
- 자유 피스톤 기관
- 가스용기